# Maria kliwijska (księżna Orleanu)
Maria kliwijska (ur. 19 sierpnia 1426 w Kleve, zm. 23 sierpnia 1487 w Chauny) – księżniczka kliwijska, księżna Orleanu w latach 1440-1480 jako trzecia żona Karola I, matka króla Francji Ludwika XII.
Poetka tworząca w języku starofrancuskim. Dwa ronda Marii kliwijskiej (L'abit le moine ne fait pas i En la forest de longue actente) zachowały się w XV-wiecznym rękopisie przechowywanym we Francuskiej Bibliotece Narodowej w Paryżu.
Wraz z mężem, który nie brał udziału w rozgrywkach politycznych, księżna Maria stworzyła znaczący ośrodek kultury, jakim był dwór w Blois, odgrywając w nim ważną rolę jako mecenas sztuki i centralna postać salonu poetyckiego.

## Pochodzenie
Maria była przedstawicielką władającej księstwem Kliwii dynastii markańskiej, wywodzącej się z Nadrenii. Była córką księcia Kliwii i hrabiego Mark Adolfa II (IV) z jego małżeństwa z księżniczką burgundzką Marią.
Wychowywała się pod opieką wujenki Izabeli portugalskiej na dworze burgundzkim, który ze swoją wyrafinowaną kulturą, rozbudowanym ceremoniałem oraz przepychem był niedościgłym wzorem dla innych dworów europejskich.

## Małżeństwa i potomstwo
W roku 1440 została wyswatana przez wuja Filipa Dobrego. Mężem Marii został wnuk króla Francji Karola V i książę Orleanu, podwójny wdowiec Karol I Orleański, niedawno wypuszczony przez Anglików z 25-letniej niewoli. Ojciec Karola został zamordowany na zlecenie dziadka obecnej żony, Jana Bez Trwogi. Zaślubiny 14-letniej księżniczki z 46-letnim księciem miały miejsce 26 października 1440 w Saint-Omer.
Dzięki trzeciemu małżeństwu książę Karol I Orleański w wieku 67 lat doczekał się męskiego dziedzica - Ludwika, który w przyszłości jako  Ludwik XII został królem Francji. Poza nim Maria urodziła Karolowi też dwie córki, młodszą z nich tuż przed jego śmiercią, gdy miał już lat 70 (a ona - 38).
Po śmierci męża w 1463 Maria objęła w posiadanie tzw. oprawę wdowią i została opiekunką małoletnich dzieci. W nieznanych bliżej okolicznościach, prawdopodobnie w 1480, poślubiła potajemnie znacznie od siebie młodszego szlachcica artezyjskiego, gubernatora Saint-Omer, którym był niejaki Jean de Rabodanges. Wskutek powtórnego małżeństwa Maria de facto straciła prawo do używania tytułów przysługujących księżnej wdowie orleańskiej. Jednak z uwagi na skandal, jaki wywołałby ten mezalians, związek nie został ujawniony publicznie.